# Ług (obwód iwanofrankiwski)
Ług (ukr. Луг) – wieś na Ukrainie w rejonie tłumackim obwodu iwanofrankiwskiego, nad Dniestrem.